# هوغو هيريرا
هوغو هيريرا (بالإسبانية: Hugo Herrera)‏ (1 مارس 1979 ببوينس آيرس في الأرجنتين - ) هو لاعب كرة قدم أرجنتيني في مركز الهجوم. لعب مع ديفنسا خوستيكا وToronto Croatia ‏ وProvincial Osorno ‏ وBrampton Stallions ‏.

## وصلات خارجية
- هوغو هيريرا على موقع قاعدة بيانات كرة القدم.إي يو (الإنجليزية)